# Insidious: The Red Door
Insidious: The Red Door is een Amerikaanse horrorfilm uit 2023. Het is de vijfde film van Insidious-franchise. De film is geregisseerd door Patrick Wilson naar een scenario van Scott Teems.

## Verhaal
De film volgt de familie Lambert tien jaar na de gebeurtenissen uit de tweede film Insidious: Chapter 2 waarin de familie ternauwernood aan de bovennatuurlijke wereld wist te ontsnappen. De familie is inmiddels deels uit elkaar gevallen; Josh en Renai wonen niet meer samen, oma Lambert is overleden en Dalton gaat uit huis om te studeren.
Om hun demonen voor eens en voor altijd te laten rusten, moeten Dalton en Josh nog dieper 'the Further' induiken en ondanks hun perikelen samenwerken, waarbij ze het duistere verleden van hun familie samen onder ogen moeten zien te komen.

## Rolverdeling
- Ty Simpkins als Dalton Lambert
- Patrick Wilson als Josh Lambert
- Rose Byrne als Renai Lambert
- Sinclair Daniel als Chris Winslow
- Hiam Abbass als professor Armagan
- Andrew Astor als Foster Lambert
- Juliana Davies als Kali Lambert
- Steve Coulter als Carl
- Peter Dager als Nick the Dick
- Justin Sturgis als Alec Anderson
- Joseph Bishara als the Lipstick-Face Demon
- David Call als Smash Face / Ben Burton
- Leigh Whannell als Specs
- Angus Sampson als Tucker
- Lin Shaye als Elise Rainier

## Ontvangst
Insidious: The Red Door ging wereldwijd op 7 juli 2023 in première in de Verenigde Staten. De film werd door het publiek in het algemeen gemengd ontvangen. Op Rotten Tomatoes heeft de film een score van 38% op basis van 112 beoordelingen. Metacritic komt op een score van 58/100, gebaseerd op 45 beoordelingen.